# Aliarto
Aliarto (in greco antico: Ἁλίαρτος?, Halìartos, in latino Haliartus) era un'antica città della Beozia.

## Storia

Carta geografica della Beozia)

La città antica era posta sulla sponda meridionale del Copaide, un lago prosciugato nel XIX secolo, di fronte alla città di Orcomeno, quest'ultima sulla sponda settentrionale del lago. Queste località sono state popolata in epoche molto antica, dall'età del rame e le sue più antiche mura risalivano all'epoca micenea. Il mito ne attribuiva la fondazione all'eroe eponimo Aliarto, il quale venne adottato da Atamante, suo zio e re di Orcomeno, dal quale ebbe in eredità il regno. Si ipotizza, in base al mito e ai segni della presenza micenea, un antico ordinamento monarchico.

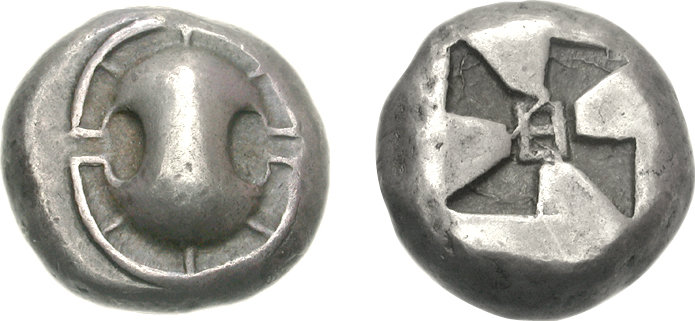
Statere con scudo beota (circa 470 a.C.)

In epoca classica la storia di Aliarto appare legata con quella di Tebe e della Lega beotica di cui fece parte. Fu una delle prime città della Lega a coniare monete di argento con lo scudo beota, l'emblema della Confederazione (V secolo a.C.). Non subì danni durante l'invasione persiana di Serse del 480 a.C. Quando, in seguito alla vittoria tebana sugli ateniesi nella battaglia di Coronea (447 a.C.) venne ripristinata la Lega beotica, Aliarto fu una delle undici città dello stato federale beota al quale forniva, come gli altri dieci membri, mille opliti e cento cavalieri. Il nome di Aliarto è famoso per una battaglia, avvenuta nel 395 a.C. fra Sparta e Tebe, nella quale gli Spartani furono sconfitti e Lisandro ucciso nel tentativo di scalare le mura di Aliarto.
Aliarto fu rasa al suolo da Roma nel 171 a.C., durante la Terza guerra macedonica, in quanto alleata di Perseo. I suoi abitanti vennero venduti come schiavi e il suo territorio venne dato ad Atene, che l'amministrò attraverso un sovrintendente (ἐπιμελητής) e vi inviò dei coloni; ma la città non venne più ricostruita.

## Archeologia
In prossimità del territorio dove sorgeva l'antica Aliarto sorge la moderna cittadina greca di Aliartos. L'acropoli dell'Aliarto beota è situata su una collina non molto elevata a ovest della città moderna, tra la strada che collega il nord e il sud della Grecia e la ferrovia. L'acropoli dell'Aliarto micenea sorgeva su un'area più ristretta, di circa 250x150 m, nel punto più alto della collina; il suo bastione è conservato abbastanza bene a sud e a ovest. Sul lato occidentale della collina è visibile un secondo tipo di muro, costituito da grandi blocchi quadrangolari disposti orizzontalmente, è databile al VII secolo a.C.  Sul pendio meridionale e nell'angolo di sud-est vi sono i resti di due torri, risalenti alla fine del VI o all'inizio del V secolo a.C. Un quarto tipo di muro, del quale rimangono solamente le fondamenta, fu costruito in mattoni attorno al IV secolo a.C. e fu distrutto dai romani nel 171 a.C. Sulla sua  superficie possono essere osservate tracce di un quinto muro, romano o bizantino costruito con piccole pietre.  
Scavi sulla sommità dell'acropoli eseguiti nel periodo 1926-30 hanno portato alla luce un tempio di Atena circondato da un peribolos, un grande edificio, e un corridoio che collegava peribolos ed edificio; il tempio, costruito nel VI secolo a.C. fu distrutto verosimilmente nel 171 a.C. A sud-est dell'acropoli, una piccola necropoli fornisce evidenza che il luogo è stato occupato durante l'età romana.